# Ликабет
Ликабет (грч. Λυκαβηττός) је кречњачко брдо из креде у грчкој престоници Атини. На 277 метара изнад нивоа мора, њен врх је највиша тачка у централној Атини и борови покривају његову основу. Назив се односи и на стамбени крај непосредно испод истока брда.
Брдо је туристичко одредиште и на њега се може попети Ликабет успињача, успињача која се пење на брдо са доњег терминала у Колонакију (железничка станица се налази у улици Аристипоу). На њена два врха су капела Светог Ђорђа из 19. века, позориште и ресторан.

## Митске и легендарне приче
Ликабет се појављује у разним легендама. Популарне приче сугеришу да је то некада било уточиште вукова, (ликос на грчком), што је вероватно и порекло његовог имена (значи „онај [брдо] којим ходају вукови“). Друга етимологија указује на пелазгијско, предмикенско порекло.

Митолошки, Ликабет се приписује Атини, која га је створила када је спустила кречњачку планину коју је носила са полуострва Халкидики за изградњу Акропоља након што је отворена кутија са Ерихтонијем.

## Позориште
Брдо има велики амфитеатар на отвореном на врху, у којем су одржани многи грчки и међународни концерти. Од 2008. затворен је из безбедносних разлога. До 2022. године град Атина је предложио реновирање и поновно отварање позоришта. Међу уметницима који су наступали у Ликабет театру су Реј Чарлс, Џоан Бејз, Би Би Кинг, Чак Бери, Џери Ли Луис, Леонард Коен, Џејмс Браун, Боб Дилан, Пако Де Лусија, Ал Ди Меола, Џон Мек Лафлин, Гери Мур, Питер Габриел, Ник Кејв, Бјерк, УБ40, Мориси, Пети Смит, Ванеса Меј, Брајан Фери, Тито Пуенте итд.

## Галерија
- Поглед са брда Ликабета на Атину
- Поглед са Акропоља Френсиса Бедфорда, 1862
- Капела Светог Ђорђа на врху
- Позориште под Ликабетом
- Поглед на Атину
- Поглед на Ликабет са Акропоља.